# Золотое руно (Готье)
Золотое руно (фр. La Toison d'or) — новелла Теофиля Готье, впервые напечатанная шестью фельетонами в газете «La Presse» 6—9 и 11—12 августа 1839 года..

## Сюжет
Состоятельный молодой эстет Тибурций ведет рассеянную жизнь в Париже. Глядя на женщин через призму произведений великих мастеров, он хотел бы завести любовницу, достойную быть моделью для одного из его кумиров. Мучаясь выбором между испанками, итальянками, еврейками и негритянками, Тибурций сталкивается на улице с приятелем-живописцем, одержимым Рубенсом. Приятель затаскивает Тибурция в картинную галерею, откуда тот выходит с твердым намерением познакомиться с фламандкой.
Прибыв в Брюссель, парижанин испытывает сильное разочарование, так как на улицах этого города в изобилии встречаются женщины андалузского типа (наследие испанского владычества), много негритянок, вообще есть образцы всех рас (даже белокожие блондинки — английские туристки), но почти нет золотоволосых представительниц рубенсовского типа. В Антверпене картина сходная, но, зайдя в собор Богоматери, Тибурций оказывается сражен копной золотых волос Марии Магдалины с триптиха «Снятие с креста», и печальным взглядом, устремленным ею на Спасителя.
Блуждая по улицам, молодой человек замечает девушку, похожую на Магдалину. Это Гретхен, дочь разорившегося купца, которая живет одна со служанкой за счет небольшой ренты и работы кружевницей. Девушка совсем молода, и еще не знает любви.

В каком состоянии ее сердце? Да в самом подходящем: она никого еще не любила, кроме палевых голубок, золотых рыбок и других совершенно невинных зверюшек, которые не вызвали бы тревогу даже в самом свирепом ревнивце. (…) …ей в столь высоконравственном климате была чужда всякая мысль о любви — даже в форме брака, в законной и дозволенной форме. Она никогда не читала плохих романов, да и хороших тоже; у нее нет никаких родственников мужского пола, ни кузенов, ни свойственников.
Обольстительные манеры Тибурция производят на Гретхен впечатление, но при всей своей неопытности юная фламандка чувствует, что между ней и возлюбленным стоит какая-то женщина. Проследив за Тибурцием до собора, она выясняет предмет его истинной страсти. Глубоко уязвленная сознанием того, что является всего лишь заменой женщины, изображенной на картине, Гретхен, тем не менее, соглашается уехать с Тибурцием в Париж.
Наведя образцовый мещанский порядок среди холостяцкого бардака в жилище своего любовника, девушка находит время для ознакомления с разнообразной литературой, позволяющей ей глубже понять интересы Тибурция. Просьба облачиться в зеленую парчу, как на картине Рубенса, вызывает у нее слезы отчаяния, открывающие Тибурцию, что она все знает. Гретхен предлагает молодому человеку, раз тот ее по-настоящему не любит, воспользоваться ею в качестве модели, чтобы самому написать картину (некогда Тибурций занимался живописью, но по лености забросил).
Увлекшись работой, Тибурций исцеляется от бесполезной любви к вымышленному образу, и предлагает Гретхен пожениться. Та отвечает согласием, попутно замечая, что пробуждением своего таланта художник обязан именно ей.

## О новелле
Новелла написана после совместной с Жераром де Нервалем поездки в Бельгию в июле 1836. Результатом этого путешествия также стали шесть статей, опубликованных в La Chronique de Paris с 25 сентября по 25 декабря 1836, и позднее напечатанных под общим названием «Тур по Бельгии и Голландии». Нерваля автор вывел под инициалом Ж., а в переиздании назвал Фрицем.
«Золотое руно» было анонсировано в апреле 1837 в газете Don Quichotte под названием «Магдалина», но издание вскоре закрылось. В 1840 году новелла была переиздана во втором томе «Запретного плода», а затем в 1845 году в сборнике «Новеллы».
По мнению исследователей, в описании чистоты и опрятности домика Гретхен писатель отразил свой собственный идеал мещанского уюта. По этому поводу критики заметили, что Готье, язвительно высмеивавший буржуев, отнюдь не стремился к романтической жизни в неотапливаемой мансарде, подобно Нервалю, но был поклонником обыкновенного мелкобуржуазного быта.
Вразрез с приписываемым ему тезисом «искусства для искусства», Готье дает своему герою следующий совет:

Ах, бедный мальчик, бросьте ваши книги в огонь, порвите ваши гравюры, разбейте ваши гипсовые копии, забудьте Рафаэля, забудьте Гомера, забудьте Фидия, если у вас не хватает мужества взять в руки кисть, перо или резец; что толку в этом бесплодном любовании? К чему приведут эти безумные стремления? Не требуйте от жизни больше, чем она может дать. Только великие гении имеют право быть недовольными мирозданием. Они могут выдержать взгляд сфинкса, потому что разгадывают его загадки. Но вы не великий гений; будьте же чисты сердцем, любите ту, что вас любит, и, как говорит Жан-Поль, не требуйте ни луны с неба, ни гондолы на Лаго-Маджоре, ни свидания в Изола-Белла.

## Комментарии
1. ↑  Собственно, Тибюрс (Tiburce)
2. ↑  «…он не в состоянии был бы полюбить женщину прекраснейшей души, если ей не даны плечи Венеры Милосской. Вот почему Тибурций и не влюблялся»
3. ↑  «Как непохоже это жилище, такое ясное, чистое, такое понятное, на комнату молодой француженки, где вперемешку валяются тряпки, нотная бумага, начатые акварели, где каждая вещь не на месте, где прямо на спинках стульев висят смятые платья и кошка когтями доискивается да сути романа, забытого на полу!»